# Chico Preto
Marco Antônio Souza Ribeiro da Costa (Manaus, 25 de junho de 1969), mais conhecido como Chico Preto, é um advogado e político brasileiro filiado ao Partido Liberal (PL).

## Biografia e trajetória política
Marco Antônio Souza Ribeiro da Costa nasceu em Manaus no dia 25 de junho de 1969. Chico Preto, como é conhecido publicamente, casou-se com Silvana Castro Ribeiro da Costa, com quem teve dois filhos, Antônio e Mariana. Formou-se em Direito pela Universidade Nilton Lins.
Iniciou sua carreira política aos 23 anos de idade, ao se candidatar a uma vaga no parlamento municipal, conquistando uma suplência. No ano de 1994, atuou na Secretaria Executiva da Semosb (Secretaria Municipal de Obras). Em 1996, conquistou seu primeiro mandato como vereador pelo PSC, com 2 456 votos. Reelegeu-se em 2000, com 7 428 votos. No período compreendido entre os anos de 2003 e 2004, Chico Preto foi Secretório de Estado do Trabalho e Cidadania (Setraci).
No ano de 2004, foi reeleito pelo PPS para compor a 14.ª Legislatura (2005–2008), sendo eleito Presidente da Câmara Municipal de Manaus para o biênio 2005–2006. Em 9 de abril de 2008, assumiu como deputado estadual (suplente). Em 2010, Chico Preto foi eleito deputado estadual, com 23 153 votos. Em 2016, Chico Preto foi eleito novamente vereador com 5 079 votos e volta à Câmara Municipal de Manaus.
Em 2020, o partido político Democracia Cristã (DC) oficializou a candidatura de Chico Preto à Prefeitura Municipal de Manaus.